# Isak Pettersson
Isak Pettersson (sinh ngày 6 tháng 6 năm 1997) là một cầu thủ bóng đá người Thụy Điển thi đấu cho IFK Norrköping.